# Pigmoelion
Pigmoelion, llamado Pygmoelian en la versión original, es un capítulo perteneciente a la undécima temporada de la serie animada Los Simpson, estrenado en Estados Unidos por la cadena FOX el 27 de febrero de 2000. Fue escrito por Larry Doyle y dirigido por Mark Kirkland. En el episodio, Moe decide hacerse una cirugía estética para mejorar su aspecto.

## Sinopsis
Todo comienza cuando la familia va a un festival organizado por la cerveza Duff, y en donde Moe Szyslak entra a un concurso en el que se seleccionará al mejor cantinero. Luego de competir y pasar unas pruebas, Moe gana al concurso, y se saca una fotografía para el premio: aparecer en la portada del nuevo calendario Duff. Sin embargo, la cara de Moe en la foto, en el que sonríe, sale muy mal. Cuando llegan los nuevos calendarios a la taberna, Moe lo abre ansioso, pero descubre que su cara había sido tapada por varias capas de calcomanías que promocionaban la marca. Al revelar su fotografía, se siente muy mal. Dándose cuenta de lo feo que es, decide hacerse una cirugía plástica para verse bien.
En su previa cirugía, el doctor se da cuenta de que sería difícil la cirugía pero aun así, Moe es guapo e irresistible para las mujeres por lo que, decide hacer todo lo que no pudo por ser feo en calidad de venganza. Junto a Homer, se venga de una chica que no había querido ser su novia, y se presenta en unos estudios de televisión que lo habían rechazado como protagonista para una novela llamada "It Never Ends" ("Jamás termina" en Hispanoamérica, en "Lo que nunca acaba" en España). Incidentalmente, el actor que interpreta a Dr. Tad Winslow demanda un aumento de salario, pero es rechazado por los productores. En respuesta, la encargada de la novela, al ver llegar al nuevo Moe, despide al actual protagonista y lo contrata a él en su lugar. Moe es ahora el nuevo Dr. Tad Winslow.
La novela va muy bien, hasta que Moe descubre en unos libretos que planeaban matar a su personaje. Entonces, arma una venganza junto con Homer: estando al aire en vivo, Homer llega disfrazado como un ángel del futuro, y revela todos los secretos de la trama. 
La encargada, furiosa, le pregunta a Moe por qué estaba haciendo eso, y él le contesta que era para vengarse de la muerte de su personaje. La mujer le explica, muy enfadada, que no planeaban matarlo: simplemente iba a morir en un sueño por lo que despide a Moe pero a éste no le importa y sale con la frente en alto del decorado, pero antes de que llegue afuera, una de las paredes del decorado cae encima de su rostro. Cuando retiran el decorado de encima, muchos se espantan al ver el rostro de Moe, el cual volvió a ser el mismo de antes.
Moe regresa a su taberna, atendiendo a sus amigos y a Homer.  En eso, Moe se alegra por volver a ser el mismo, pero se inquieta por saber por qué su rostro volvió a ser el de antes cuando podía haberse vuelto un tercer rostro (el cual no completa en decirlo), terminando el episodio.